# Boryń (Mozów)
Boryń (niem. Rosinenberg) – przysiółek wsi Mozów, zlokalizowany w zachodniej Polsce, w województwie lubuskim, w powiecie zielonogórskim, w gminie Sulechów i sołectwie Mozów, około 7 km od Sulechowa. Zamieszkiwany przez 7 osób (stan na 30 czerwca 2025). W latach 1975–1998 usytuowany w województwie zielonogórskim.
Dojazd do Borynia od strony Mozowa odbywa się gruntową drogą przez poligon wojskowy co powoduje, że podczas ćwiczeń dostęp do przysiółka może być czasowo ograniczony.